# Jacques Chessex

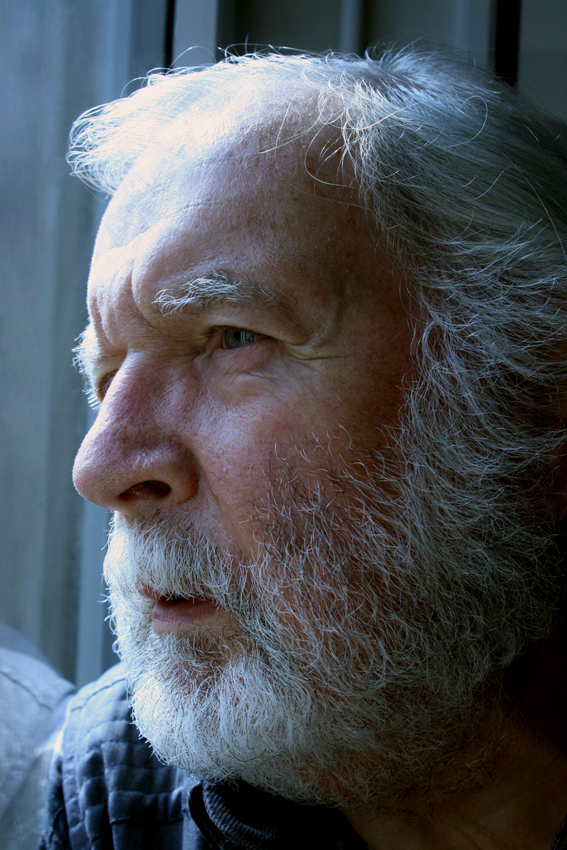
Jacques Chessex (2009)

Jacques Chessex (* 1. März 1934 in Payerne, Kanton Waadt; † 9. Oktober 2009 in Yverdon-les-Bains, Kanton Waadt) war ein Schweizer Schriftsteller der französischsprachigen Schweiz.

## Leben
Sein Vater Pierre Chessex war Direktor eines Progymnasiums. Jacques Chessex besuchte Schulen in Payerne, Lausanne und Fribourg, studierte Geisteswissenschaften in Lausanne und war dann als Französischlehrer am dortigen Gymnase de la Cité tätig. Für den Roman L’Ogre, dessen Titel sich auf den Kindlifresserbrunnen in Bern bezieht, erhielt er 1973 als erster Nichtfranzose (und bis dann einziger Schweizer) den Prix Goncourt.
Seit den 1970er Jahren wohnte er im waadtländischen Dorf Ropraz, weshalb er auch als «Eremit von Ropraz» bezeichnet wurde. Er war auch ein leidenschaftlicher Maler; aus einer Freundschaft mit dem spanischen Maler Antonio Saura ergab sich 2002 im spanischen Cuenca eine Ausstellung seiner Werke unter dem Titel «Minotaurus».
Chessex starb überraschend, während einer Diskussionsveranstaltung in der Stadtbibliothek von Yverdon-les-Bains, anlässlich einer aktuellen Theateradaption seines 1967 veröffentlichten Romans Confession du pasteur Burg und seiner Sympathien für Roman Polanski. Sein Nachlass befindet sich im Schweizerischen Literaturarchiv in Bern.
Grosses Aufsehen, insbesondere in der Schweiz, hatte Chessex’ kurz zuvor, 2009, erschienener Roman Un juif pour l’exemple erregt. Der Autor erzählt darin die historisch verbürgte Geschichte des jüdischen Berner Viehhändlers Arthur Bloch, der am 16. April 1942 in Payerne von Frontisten ermordet worden war. Jacob Berger verfilmte 2016 Un Juif pour l’exemple mit Bruno Ganz als Arthur Bloch.
15 Jahre nach seinem Tod wurde Chessex in einer Kontroverse Sexismus vorgeworfen. Silvia Ricci Lempen bezeichnete seine Romane in Le Temps als «moralisch unakzeptabel». Dem widersprach Metin Arditi in der gleichen Zeitung. Gegen die «kollektive Abkanzelung» Chessex’ wehrte sich in der Weltwoche auch Jürg Altwegg.

## Werke (Auswahl)

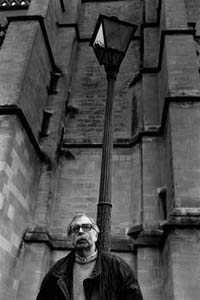
Jacques Chessex, Foto von Erling Mandelmann

- Jour proche, Gedichtsammlung, 1954
- La Tête ouverte, 1962
- La Confession du pasteur Burg, 1967
- Portrait des Vaudois, 1969 (deutsch von Marcel Schwander: Leben und Sterben im Waadtland)
- Les saintes écritures, 1972
- L’Ogre, 1973 (deutsch von Marcel Schwander: Der Kinderfresser. Neuauflage Lenos-Verlag, Basel 2010, ISBN 978-3-85787-736-0).
- L’ardent royaume, 1975 (deutsch von Marcel Schwander: Mona. Neuauflage Lenos-Verlag, Basel 2005, ISBN 3-85787-689-1)
- Les Yeux jaunes, 1979 (deutsch von Marcel Schwander: Bernsteinfarbene Augen. Neuauflage Lenos-Verlag, Basel 2012, ISBN 978-3-85787-750-6).
- Judas le transparent, 1982.
- Des cinq sens, mit Illustrationen von Étienne Delessert. Roth und Sauter, Denges-Lausanne 1983.
  - deutsch von Marcel Schwander: Die fünf Sinne. Roth und Sauter, Denges-Lausanne 1983.
- Jonas, 1987 (deutsch von Marcel Schwander: Der Verworfene. Neuauflage unter dem Titel Jonas, Lenos, Basel 2012, ISBN 978-3-85787-754-4).
- Morgane Madrigal, 1992.
- La Trinité, 1993 (deutsch von Ursula Dubois: Dreigestirn)
- Le Rêve de Voltaire, 1995 (deutsch von Ursula Dubois: Voltaires Traum)
- L’Imitation, 1997
- Incarnata, 1999
- Portrait d’une ombre, 1999
- Sosie d’un Saint, 2000
- Monsieur, 2001
- Le Désir de la neige, 2002
- Le Fort, 2002
- L’Economie du ciel, 2003
- Le Vampire de Ropraz, 2007 (deutsch von Elisabeth Edl: Der Vampir von Ropraz. Nagel & Kimche, Zürich 2008, ISBN 978-3-312-00416-4).
- Un Juif pour l’exemple, 2009 (deutsch von Grete Osterwald: Ein Jude als Exempel. Nagel & Kimche, Zürich 2010, ISBN 978-3-312-00440-9)
- Le dernier crâne de M. de Sade, 2010 (deutsch von Stefan Zweifel: Der Schädel des Marquis de Sade. Nagel & Kimche, Zürich 2011, ISBN 978-3-312-00469-0).
- L’interrogatoire. Vorwort von Dominique Fernandez. Éditions Grasset & Fasquelle, Paris 2011, ISBN 978-2-246-79048-8 (Auszug bei liseuse-hachette.fr).

Gedichte auf Deutsch in:
- Philippe Jaccottet: Die Lyrik der Romandie. Eine zweisprachige Anthologie. Deutsch von Elisabeth Edl und Wolfgang Matz. Nagel & Kimche, Zürich 2008

## Auszeichnungen
- Prix Schiller 1963
- Prix Alpes-Jura 1971
- Prix Goncourt 1973
- Diplôme d’honneur Hans-Christian Andersen 1982
- Grand Prix du rayonnement Académie française 1983
- Commandeur de l’Ordre des Arts et des Lettres 1984
- Prix Mallarmé 1994
- Grand Prix de la Langue française 1999
- Chevalier de la Légion d’Honneur 2002[8]
- Grand Prix Jean Giono 2007